# Seat Malaga
Pour les articles homonymes, voir Malaga (homonymie).
La Malaga (Gredos en Grèce) est une automobile à quatre portes du constructeur automobile espagnol Seat commercialisé à partir de 1985. Sa structure est basée sur la SEAT Ronda, une version remodelée de la Fiat Ritmo.
La voiture était réputée pour être spacieuse et bon marché. Mais pêchait par sa direction dure et lourde.
Sa production a duré jusqu’à la  fin de l'année 1992, après que l'état espagnol a vendu la marque au groupe Volkswagen.
Les ventes ont été relativement bonnes en Espagne, mais très pauvres sur les marchés étrangers, bien que la voiture ait été dotée d'un système de gestion moteur Porsche comme l'Ibiza.  231 852 Malaga ont été produites.
La succession fut assurée par la Seat Córdoba à la fin de l'année 1993